# Bosc de la Mola
El Bosc de la Mola és un bosc del terme municipal de Sarroca de Bellera, dins de l'antic terme de Benés, de l'Alta Ribagorça.
Està situat al sud-est de la Mola d'Amunt -de la qual pren el nom- i al nord-est de Buira, al vessant septentrional del Roc Espader. Es troba en la riba esquerra de la Valiri.
La seva continuïtat cap a llevant és el Bosc de Castellvell.